# Hans Böhm
Hans Böhm, cunoscut ca Toboșarul din Niklashausen (în germană Pauker von Niklashausen), a fost un predicator popular din secolul XV. A fost executat pe 19 iulie 1476. La origine un păstor la Helmstadt, între Würzburg și Wertheim pe Main, obișnuia să bată toba și să cânte la fluier pentru dansuri rustice, până la începutul lui 1476, când predicarea franciscanului Ioan de Capistrano a efectuat în el o mare schimbare. Böhm susținea că i s-a arătat Fecioara Maria, care l-a chemat să fie profet și predicator al pocăinței. În satul Niklashausen, aproape de casa sa, exista o pictură a Fecioarei renumită ca făcătoare de minuni și vizitată de pelerini. Aici, la sfârșitul lui martie, a început Boehm să predice, după ce și-a ars toba ca semn al convertirii. Lipsit nu doar de educație seculară, dar de cunoștințe religioase elementare, a făcut totuși o puternică impresie asupra ascultătorilor săi prin inocența și puritatea firii sale. Nu înceta să îi cheme pe țărani la pocăință, dar arăta o înverșunare tot mai mare împotriva clericilor și a nobililor care, spunea el, nu vor avea loc în împărăția care-i fusese anunțată de Fecioară; taxele urmau să fie abolite, nimeni nu avea să aibă mai mult decât ceilalți și toți oamenii vor trăi ca frați. Faima sa se răspândi în curând în Germania centrală și de sud, iar mulțimi de pelerini, estimați până la 40.000, se înghesuiau să-l asculte. Se pare că intenționa să-i conducă într-o revoltă armată, dar episcopul Rudolf de Würzburg l-a arestat pe 12 iulie și a îndepărtat pericolul unui mare război țărănesc. Două zile mai târziu, 16.000 dintre adepții săi i-au venit în ajutor, dar au fost dispersați; iar pe 19, după ce-i fusese smulsă o retractare, a fost executat prin spânzurare ca eretic și vrăjitor.